# Navlepiercing
En navlepiercing er en piercing, man har fået foretaget i navlen. Der findes mange forskellige smykker til navlepiercinger. Når man først har fået lavet piercingen, må man ikke tage den ud, før såret er helet, det er meget forskelligt fra person til person, men der kan gå fra 4 til 12 måneder, før såret er fuldstændig helet.
Efter at have fået lavet piercingen skal man forholde sig i ro dvs. undlade sport anden fysisk krævende aktivitet, hvis man vil dyrke sport, inden såret er helt helet, er det vigtigt, at man dækker piercingen, evt. med et plaster. 
Efter at have fået lavet piercingen, skal piercingen og området omkring renses dagligt.